# Помощники судьи (футбол)

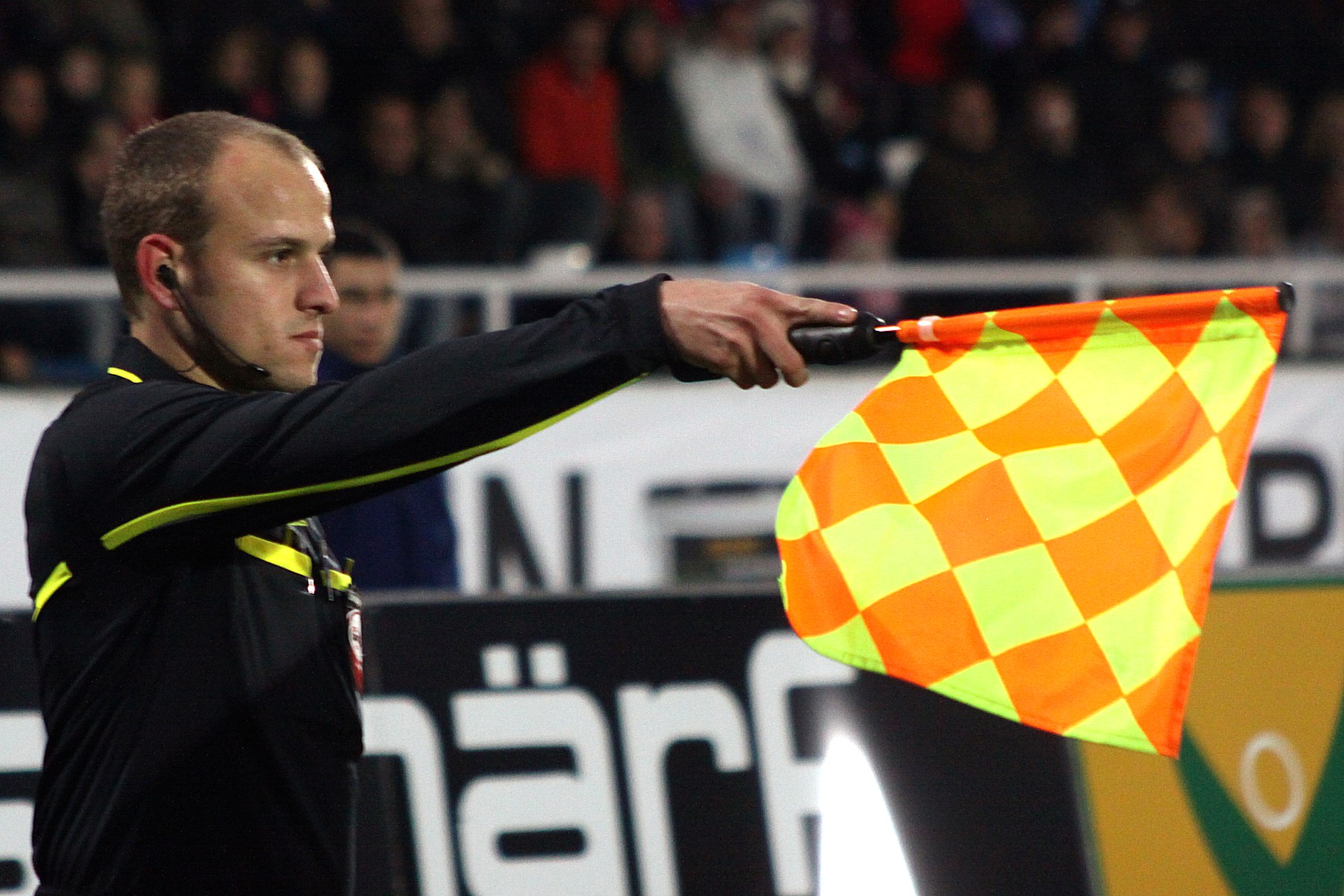

Помощники судьи — участники футбольного матча, которые в соответствии с Правилом 6 Правил игры в футбол осуществляют помощь судье в проведении матча.

## Обязанности
На каждый матч назначаются два помощника судьи, в чьи обязанности (в зависимости от решения судьи) входит:
- подавать сигнал о выходе мяча за пределы поля;
- подавать сигнал о том, какая из команд имеет право на выполнение вбрасывания, удара от ворот или углового удара;
- подавать сигнал, когда игра не может быть продолжена, так как игрок находится в "активном" положении «вне игры»;
- подавать сигнал, когда поступает просьба о замене игрока;
- извещать судью о любого рода нарушении Правил, которые остались вне поля зрения судьи;
- при выполнении 11 метрового удара сигнализировать о том, покинул ли вратарь линию ворот до удара и о том, пересёк ли мяч линию ворот.

Полный список обязанностей каждого из помощников определяет судья перед началом каждого матча.

## Помощь
Помощники судьи также помогают ему проводить матч в соответствии с Правилами игры. В частности, они могут входить в пределы поля для того, чтобы проконтролировать соблюдение расстояния в 9,15 м.
В случае необоснованного вмешательства или некорректного поведения судья вправе освободить помощника от исполнения его обязанностей.